# 도로 자전거 경기
도로 자전거 경기는 경주용 자전거를 이용하여 도로 위에서 겨루는 자전거 경기 스포츠의 하나이다. "도로 경기"라는 용어는 대개 선수들이 단체로 동시에 출발하여 코스의 종점에 가장 먼저 도달하는 선수를 승자로 하는 대회를 가리킨다.

## 유럽
도로 경기는 세계 여러곳에서 인기가 있지만 특히 유럽에서 더욱 그러하다. 가장 경쟁이 치열하고 열성적인 나라로는 벨기에, 프랑스, 독일, 이탈리아, 룩셈부르크, 네덜란드, 스페인, 스위스 등인데, 호주, 덴마크, 남아프리카 공화국, 뉴질랜드, 영국, 미국 등에서도 인기가 많다.
도로자전거 경기는 1868년 처음으로 조직된 스포츠로 시작되었는데 최초의 세계 선수권 대회는 1893년 개최되었으며, 싸이클링은 1896년 아테네에서 현대 올림픽이 시작된 이후 계속 올림픽대회의 종목이 되었다.
현대적인 형태로서의 도로경기는 19세기 후반에 발생하였다. 프랑스, 스페인, 벨기에, 이탈리아 등의 서부유럽국가에서 인기가 많았다. 유럽의 초기 도로 자전거 경기 중에 일부는 스포츠의 가장 큰 대회로서 남아 있기도 하다. 이러한 초기 경기는 리에주-바스토뉴-리에주(1892년창립), 파리-루베이(1896년), 투르 드 프랑스(1903년), 밀란-산 레모와 지로 디 롬바르디아(1905), 지로 디탈리아(1909년), 론드 반 플란데른(1913년) 등이 있다. 이 경기들은 세계의 다른 경기대회에 모범을 제시하고 있다. 이 스포츠가 세계적으로 퍼져 나갔음에도, 이들 초기 경기는 자전거 선수들에게는 가장 권위있는 경기로 여전히 존재하고 있다.

## 대한민국
대한민국에서는 도로 자전거 혹은 도로 자전거 경기를 영어로 자전거 타기를 뜻하는 사이클링(영어: cycling)을 줄여 자전거(영어: bicycle 바이시컬) 혹은 모터사이클(영어: motorcycle)을 뜻하는 사이클(영어: cycle)로 많이 부른다. 대한사이클연맹은 대한민국에서 자전거 경기를 주관하는 단체로 아시안 게임 올림픽 등에 출전하는 국가대표 선수를 선발하고 관리한다.

## 도로 경기 형태

### 일일 경기

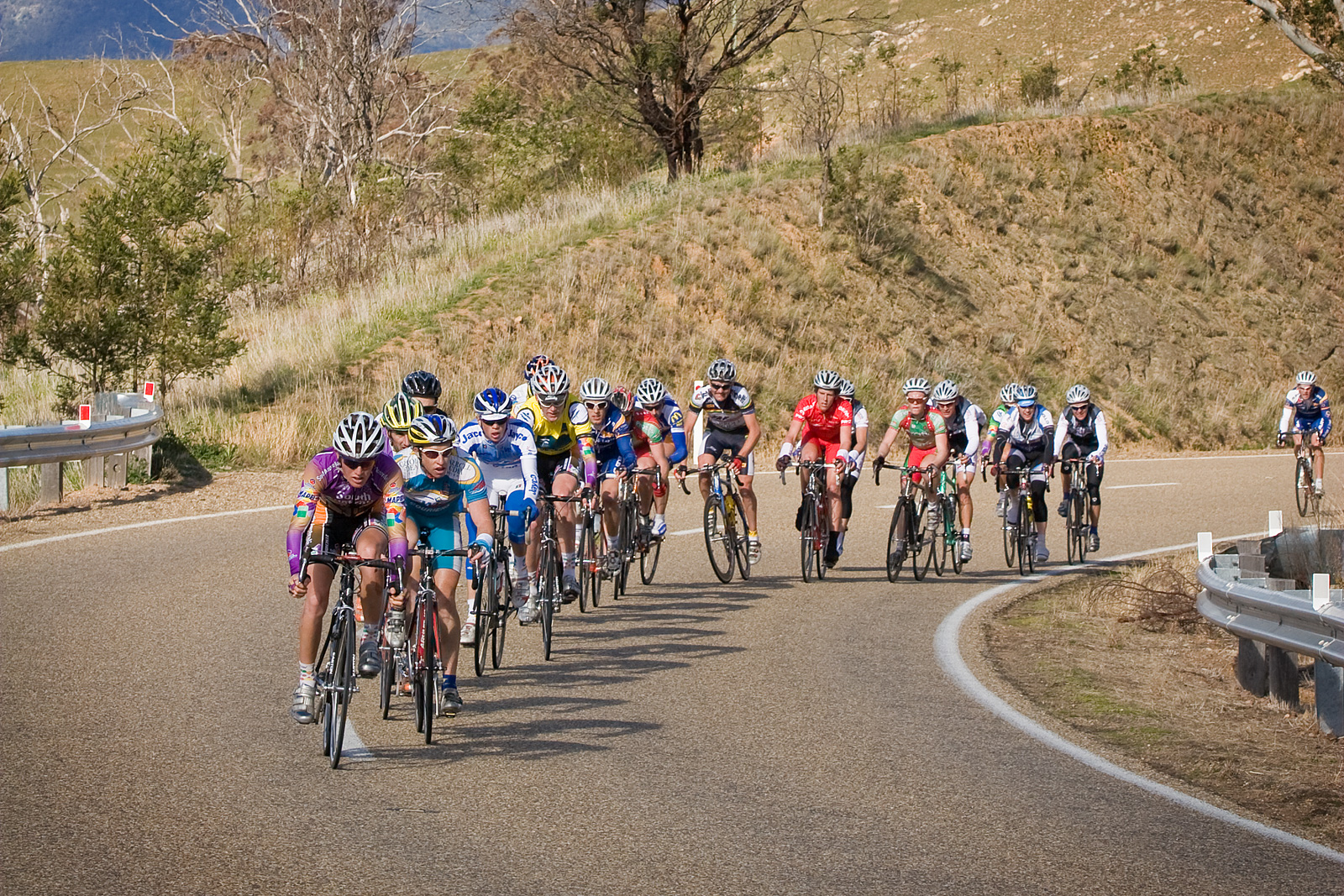
투어 오브 깁스랜드 – 오스트레일리아 스테이지 경주 – 오미오셔의 아름다운 지역을 올라가는 모습

- 크라이터리엄 - 짧은 코스(대개 5km이하); 단체 출발
- 써킷 레이스 - 중거리 코스(5-10km); 단체 출발
- 도로 경주 - 장거리 코스(대개 60km이상); 한바퀴나 여러바퀴; 단체 출발
- 타임 트라이얼 - 중거리 코스(20-50km); 개인 출발. "진실의 경주" 라고도 부름.

지정된 코스를 완주후 처음으로 결승선을 통과하는 선수가 대개의 경우 승자가 된다. 그러나, 일일 경기의 경우 선수가 개인적으로 시간을 재는 경우, 가장 짧은 시간안에 경기를 완주하는 선수가 승자가 된다. 이러한 경기중에 가장 큰 대회는 남아프리카 공화국의 케이프 아거스 싸이클 레이스로 많게는 4만명의 선수가 참가하여 이들 모두가, 전기 발신기를 사용하여, 개인적으로 시간을 재게 되어있다.
경주 거리는 수 킬로미터에서 200km이상을 달리는 등 다르다. 코스는 이곳에서 저곳으로 달리거나 일정한 코스를 여러차례 돌기도 하고 이 두가지를 모두 합해놓은 경우도 있다. 도시안에서 개최되는 짧은 구간을 도는 경기는 크라이터리엄이라 부른다. 어떤 경기는 속도가 느린 선수들이 먼저 출발하고 빠른 선수들이 가장 늦게 출발하도록하여 다른 능력과 연령의 선수가 함께 겨룰수 있도록 핸디캡을 만들어 두기도 한다.

### 일일 야간 경기
야간 경기는 주로 더 많은 관중을 끌어내기 위해 실기한다. 예로는 슈롭셔 스타 뉴포트 야간경기가 있다.

### 스테이지 경기
스테이지 경기는 스테이지라 불리는 순차적으로 치러지는 여러개의 개별 경주로 이뤄져 있다. 모든 스테이지를 완주하는 누적시간이 가장 적은 선수가 전체적인 즉 종합등급(GC;General Classification) 우승자가 된다. 스테이지 경기는 또한 개별 스테이지 승자, 점수등급 승자, "산악왕(산악 등급)" 승자와 같은 다른 등급과 이에 주어지는 상이 있다. 스테이지 경주기 연속적인 도로 경기 및 개인 타임 트라이얼 경기 이기도 하다. 그날의 결승점을 가장 먼저 통과한 선수나 개인 타임트라이얼의 경우, 코스 완주 시간이 가장 짧은 선수가 스테이지 승자가 된다. 스테이지 경기의 종합우승자는 모든 스테이지를 완주한 시간이 가장 짧은 시간을 가진 선수가 된다(이에 따라, 종합 우승자가 되기 위해서 개별 스테이지를 모두 이기거나 일부를 이기거나 할 필요는 없다).

### 울트라 마라톤
이런 종류의 경기는 아주 긴 단독 스테이지 대회로 며칠간에 걸쳐 계속된다. 울트라 마라톤중 가장 잘 알려진 것은 레이스 어크로스 아메리카(RAAM)으로 미국 서해안-동해안을 가로지르는, 논스탑, 단독 스테이지 경주로 선수는 대략 일주일 동안 4천 800km의 거리를 달려야 한다. 이 경기는 울트라마라톤 사이클링 협회에서 인가하였다.

## 전략

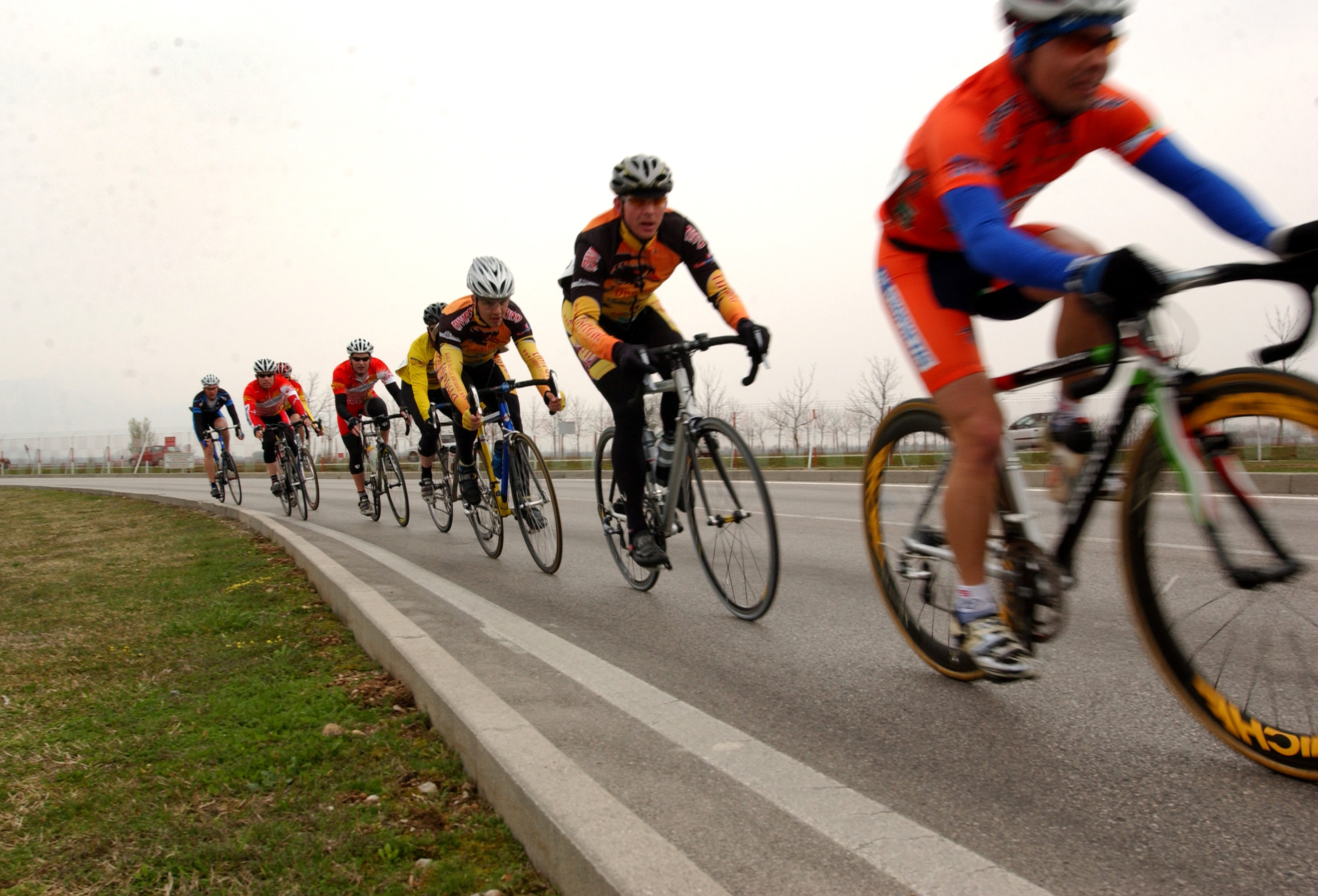
서로 일정한 간격을 유지하여 바람 저항을 줄이면서 달리는 모습

경기의 목표는 결승점을 가장 빨리 통과하는 것으로 아주 간단하지만 여러 가지 전략이 사용된다. 전략은 드래프팅이라고 하는 공기역학적 원리에 기본을 둔 것으로, 드래프팅을 이용하여 선수는 앞에 가는 선수의 후류속에 밀착하여 따라감으로써 페달링 하는 수고를 현저히 줄일수 있다. 다수의 선수들이 밀착하여 달리면서 형성하는 그룹인 펠로톤 속에서 자전거를 타면, 단독 주행때와 비교하여 높게는 40%정도의 앞으로 진행하기 위한 에너지를 절약할 수 있다. 일부 팀은 팀의 리더를 지정하고 나머지의 팀원은, 경주가 중요한 곳에 다다를 때까지, 리더를 바람으로부터 보호하고 리더가 좋은 위치를 선점할 수 있도록 책임을 부여 받는다. 이 전략은 경쟁자들에 따라 강점 또는 약점으로 작용될 수 있다; 선수들은 고속주행시 서로 협동하고 드래프핑할 수 있다(페이스라인 또는 에첼론), 또는 어떤 선수는 경쟁자의 뒷바퀴에 붙어 따라가기만 할 수 도 있으며 이로 인해 경쟁자는 속도를 유지하기 위해 더 많은 운동을 하게 되고 결국은 더 빨리 피곤해지게 될 수도 있다. 드래프팅은 팀타임트라이얼 때를 제외하고는, 타임트라이얼에서는 사용할 수 없다.
펠로톤으로부터 탈출해 나가는(브레이크 어웨이 라고 부름 )선수들의 그룹은 더 많은 공간과 자유를 누리게되는데, 이는 어떤 상황에서는 장점이 될 수 있다. 여럿이서 효율적으로 부드럽게 협동함으로써, 작은 그룹은 펠로톤보다 더 높은 속도를 유지할 수 있는데, 이 펠로톤에 남겨진 선수들은 효율적으로 추격할 정도로 고무되거나 조직되지 않는 수가 많이 있다. 승리를 위한 경쟁자의 숫자를 줄이기 위해 공격 즉, 앞으로 타고 나감으로써 펠로톤에서 떨어져 나오는 한명의 선수나 한 그룹의 선수들이 있게 된다. 만약 탈출이 성공하지 못하고 다시 펠로톤에 합류되게 되면, 대개 스프린터가 마지막 직선주로에서 경쟁자들을 힘으로 제압함으로써 승리하게 된다. 선수들이 미리 약속을 해두었든 아니면 즉석에서 이루어지든 성공적인 탈출을 돕거나 방지하거나, 또는 그룹의 선두에 스프린터를 데려다 주는등의 여러 방면에서 중요하다.
코스를 더욱 엄선하기 위해, 경주는 힘든 오르막 구간, 빠른 내려오기, 때로는 기술적인 노면(파리-루베이 경기의 자갈길같은) 힘든 구간을 포함시킨다. 더 강한 선수는 이런 구간에서 약한 선수들을 낙오시킬수 있고 이로 인해 승리를 차지할 직접적인 경쟁자의 수를 줄일수 있게 된다. 성공적인 선수는 다른 선수와 좁은 공간에서 고속으로 자전거를 탈수 있는 자전거를 다루는 기술을 잘 개발해야 한다. 개인 선수는 산악도로를 내려오는 동안 최고 시속 110km에 도달할 수도 있고 결승점 통과를 위한 마지막 스프린트에서는 시속 60-80km에 육박할 수도 있다. 잘 조직된 대회에서는 SAG(Support and Gear)차량 혹은 빗자루차 가 뒤에 따라오다가 낙오된 선수를 실어 간다.

## 프로 팀
결승전을 가장 먼저 통과한 선수가 승자라는 원칙은 변함이 없지만, 수많은 선수가 팀으로서 같이, 대개는 상업성 목적을 띤 스판서에 따라, 묶여져 있다. 직업적인 팀과 반-직업적인 팀의 경우, 팀의 이름은 대개 주된 스판서의 이름과 같다. 예를 들어, 지난 30년 동안의 유명한 직업적인 팀은 팀 텔레콤, 라보뱅크, 온세, 매페이, 램프리 등이다. 팀의 크기는 3명에서 12명까지 다양하다. 경주 도중 혹은 시작전에 팀원중 누가 승리의 가능성이 가장 큰지를 자신들 안에서 결정하기도 한다. 이 선택은 언덕이나, 스프린트의 경우의 가능성이나 다른 요인들에 따르게 된다. 팀원들은 리더의 승리 가능성을 최고로 높이기 위해 교대로 바람을 막아주고 리더가 탈출하였을 때 펠로톤과 함께 추격하길 거부하는 등의 전력을 다하게 된다.
직업적인 경기에서는 팀의 협력은 대개 팀원들과 팀 감독사이의 무전기를 통해 이루어지는데 팀 감독은 팀 자동차를 이용해 경주의 두를 따라 이동하며 전체 상황을 감시한다. 경기 전략에 무전기가 미치는 영향은 사이클링 전체의 토론 주제가 되었으며 일부는 1990년대의 무전기의 도입이 선수 개인의 전략적 지식을 낮추고 경주 자체를 덜 재미나게 만들었다고 주장하고 있다. 2009년 구월 기준으로, 프로사이클링을 주관하는 국제 자전거 경기 연합(UCI)는 남자 최상층의 도로 경기에서 팀의 무전기 사용에 대한 금지를 점진적으로 도입하기로 결정하였다.

## 선수의 종류
도로 경기 부문에서는 각각의 선수가 서로 다른(상대적인) 강점과 약점을 가지고 있다. 이에 따라, 선수는 다른 특성의 코스에서 벌어지는 특정 대회를 선호하고 팀 안에서 서로 다른 전략적 역할을 수행하게 된다.
도로자전거 경기의 주된 전문선수는 다음과 같이 나눌수 있다:
- 클라이머
- 타임트라얼리스트
- 스프린터
- 도메스티크
- 올-라운더

## 주목할만한 자전거 경기

### 그랜드 투어
세계적으로 가장 유명하고 권위있는 대회 세개를 합쳐 "그랜드 투어"라 부른다. 이중 가장 유명한 자전거 경기는 투르 드 프랑스인데 삼주 동안 주로 프랑스의 전역을 누비고 파리에서 끝맺는 다중 스테이지 경기이다. 비슷한, 장거리 다중 스테이지 경주로는 이탈리아에서 열리는 지로 디탈리아와 스페인의 부엘타 아 에스파냐가 있다. 이 세개의 경기가 "그랜드 투어"를 구성한다.

## 같이 보기
- 경륜
- 자전거 경기